# Giles Bonnet
Giles Bonnet (10 februari 1965) is een Zuid-Afrikaans oud-hockeyer en tegenwoordig hockeycoach. 
Bonnet speelde tussen 1985 en 1995 voor de Zuid-Afrikaanse nationale ploeg. Daarna werd hij vanaf 1996 bondscoach van die ploeg. Hij beschikt over een internationaal trainersdiploma (FIH Grade 1). In 2001 ging hij in de Nederlandse Hoofdklasse aan de slag als hoofdcoach bij de dames van Amsterdam. Parallel aan deze functie nam Bonnet ook het bondscoachschap van de Belgische hockeyploeg op zich. Bij Amsterdam stopte Bonnet in 2006, waar hij werd opgevolgd door Max Caldas. Bij de Belgische hockeyploeg zwaaide Bonnet af in 2007, waar hij werd opgevolgd door de Australiër Adam Commens. Hierna ging Bonnet voor twee jaar aan de slag in China eerst als consultant en later ook als coach bij de Lio Nings. 
In juni 2008 werd hij benoemd tot hoofdcoach bij Pinoké heren 1. Deze functie bekleedt de Zuid-Afrikaan nog altijd en vanaf 2010 kwam daar tevens het bondscoachschap bij van de Zuid-Afrikaanse nationale vrouwenploeg.